# Kumba (Kamerun)
Kumba je město v jihozápadním regionu Kamerunu. Počet obyvatel je odhadovaný na 400 000 s tím, že 3/4 z nich patří mezi nejmladší. Velký nárůst populace je zapříčiněný zlepšením zdravotní péče o dětí a přistěhovalectvím z venkova.
Ačkoliv je město největší v jihozápadním regionu, není hlavním městem, které je v Buea, bývalém hlavním městě německé kolonie. Mluví se zde nejvíce anglickým pidžinem.
Město je centrem obchodu s kakaem, palmovým olejem, kaučukem a dřevem. V Kumbě se kříží hlavní silniční tahy N8 a N16, což z města dělá důležité obchodní centrum anglofonní částí Kamerunu. Nejčastější obživou obyvatel je zemědělství.